# Амон, Альфред
Альфред Амон (Амонн, нем. Alfred Amonn; 1 июня 1883, Брунико, Южный Тироль — 2 ноября 1962, Берн) — австрийский экономист, публицист, педагог, профессор политической экономии, ректор Бернского университета (1949/1950). Доктор юридических и политических наук. Член-корреспондент Австрийской Академии наук.

## Биография
Сын торговца.
Изучал право и экономику в университетах Инсбрука и Вены, в 1910 году был назначен адъюнкт-профессором Фрайбургского университета. Преподавал в качестве профессора политической экономии в Черновицком университете (1912—1920), Немецком университете Карла-Фердинанда в Праге (1920—1926), Токийском университете (1926—1929), Бернском университете (1929—1953; ректор — в 1949/1950 годах.
Известен своим исследованием по методологии политической экономии: «Objekt u. Grundbegriffe d. theoretischen Nationalökonomie» (1911). А. Амон указывал на необходимость методологического упорядочения политической экономии и укрепления связи её с логикой и с теорией познания. В качестве объекта исследования этой науки он выдвигал социальные отношения, возникающие на почве хозяйственной деятельности. Из других его работ можно отметить: «Die Hauptprobleme der Socialisierung» (1920), в которой автор подводит итоги практике государств, социализации за время войны; статью «Planwirtschaft und Sozialisierung» (в Teubner’s Handbuch der Staatsund Wirtschaftskunde, II Abt., 1 В., 5 Heft, 1924); Ricardo als Begründer der theoretischen Nationalökonomie (1924).
Был членом многочисленных экспертных комиссий.

## Избранные публикации
- Objekt und Grundbegriffe der theoretischen Nationalökonomie, 1911 (Объект и основные понятия теоретической экономики).
- Ricardo als Begründer der theoretischen Nationalökonomie, 1924 (Давид Рикардо как основатель теоретической национальной экономики).
- Grundzüge der Volkwohlstandslehre, 1926 (Принципы популярной теории благосостояния).
- Volkswirtschaftliche Grundbegriffe und Grundprobleme, 1938 (Основные экономические концепции и проблемы).